# ドバイ日本人学校
ドバイ日本人学校とはドバイのアル・ワスル地域にある日本人学校である。1980年4月15日にドバイ及びUAE北部日本人会が設立した。校舎はモダン・ハイスクールの校舎の隣にあるピンク色の建築物である。
1年次から9年の生徒がいる。。

## 関連文献
- 田尻 悟郎 と 猪股 俊哉. "ゆかいな仲間たちの「授業見学」(7)海外日本人学校での英語授業: UAEドバイ日本人学校の場合." 英語教育 (The English Teachers' Magazine) 52(7), 40-42, 2003-10. 大修館書店. See profile at CiNii.
- 藤田 雅也 (坂出市立白峰中学校・ドバイ日本人学校). "UAEの海を豊かに,日本の国際貢献 : 平成14年ドバイ日本人学校第一回現地理解セミナー : 「UAE水産資源開発センター玉栄茂康氏の講演より」(第4章国際理解教育・現地理解教育)." 在外教育施設における指導実践記録 28, 95-98, 2005. 東京学芸大学. See profile at CiNii.